# Old Forge (New York)
Old Forge est une census-designated place du comté de Herkimer, dans l'État de New York, aux États-Unis,. En 2020, elle compte une population de 727 habitants.